# Как приручить дракона (серия книг)
«Как приручить дракона» (англ. How To Train Your Dragon) — цикл из тринадцати книг, написанных английской писательницей Крессидой Коуэлл. Книги представляют собой мемуары Иккинга Кровожадного Карасика III о своем детстве. Будучи глубоким старцем, Иккинг пишет о временах, когда ему было 11—12 лет и когда он только начал свой нелегкий путь к становлению вождем племени. Книги приобрели популярность благодаря экранизации первой повести в 2010 году.

## Список книг
В серии книг повествуется о взаимоотношениях викингов и драконов и о приключениях юного Иккинга и его друзей.
1. Как приручить дракона
2. Как стать пиратом
3. Как разговаривать по-драконьи
4. Как перехитрить дракона
5. Как разбудить дракона (или «Как переиграть историю дракона»)
6. Как одолеть дракона
7. Как разозлить дракона
8. Как освободить дракона
9. Как украсть драконий меч
10. Как отыскать драконий камень
11. Как предать героя
12. Как спасти драконов

## История
Вот как рассказывает историю создания своих книг писательница:
Когда мне было четыре, мою семью высадили, как потерпевших кораблекрушение, на острове местные лодочники и забрали снова две недели спустя. В те дни не было мобильных телефонов, так что у нас не было абсолютно никакой возможности связаться с внешним миром в течение этого времени. Если что-то пошло не так, мы просто должны были сидеть и надеяться, что лодка действительно придет, чтобы подобрать нас через две недели.
К тому времени, когда мне было восемь лет, моя семья построила небольшой каменный дом на острове, и мой отец получил лодку, так что мы могли ловить достаточно рыбы, чтобы прокормить семью в течение всего лета.
С тех пор, каждый год мы проводили четыре недели летом и две недели весной на острове. Дом был освещен свечами, и не было никаких телефонов или телевизоров, так что я потратила много времени, рисуя и сочиняя рассказы. Вечером мой отец рассказывал нам истории о викингах, которые вторглись на этот архипелаг островов тысячу двести лет назад, из сварливых племен, которые сражались и обманывали друг друга, легенды о драконах, которые должны были жить в пещерах в скалах.
Казалось, вполне возможно, что драконы могут жить в этой дикой, бурной, местности. Так что мне было всего восемь или девять лет, когда я впервые начала писать рассказы о викингах и драконах.

В 2002 году я начала писать книги для детей старшего возраста. Я вспомнила истории, которые я написала на острове, как ребенок, и перевоплотила эти идеи в книге «Как приручить дракона».

## Острова и племена Варварского Архипелага

### Острова
- Остров Олух. Родной остров племени Лохматых Хулиганов, в котором живёт главный герой. В книге этот остров называют «Мокрым» (у Хулиганов в языке 28 слов обозначающих слово дождь), из-за частых дождей, снега и больших приливов. Остров покрыт вереском, рельеф скудный.
- Острова Остолопов. Небольшая группа островов, которые находятся совсем близко к Олуху. Борьбой за господство в местных водах объясняется их многолетняя вражда с Хулиганами.
- Остров Черепушников. Остров на западе от Олуха. Остров необитаем, если не считать смертельно опасных драконов Черепушников. На этом острове Чернобород Оголтелый спрятал часть своих знаменитых сокровищ.
- Острова Отщепенцев. Находятся на севере от Олуха.
- Миролюбивая страна. Государство на востоке от Олуха, место обитания Миролюбов.
- Истерия. Остров на юго-западе от Олуха, где живёт племя Истероидов. На острове много гор, он был отделен от остальных островов из-за Проклятия Злокогтя.
- Гостеприимная территория. Остров на северо-западе от Олуха, место жительства Гостеприимцев.
- Смертоносные горы. Очень высокие горы, место жительства племени Смертоносных.
- Сумасшедший лабиринт. Остров и поселение на севере от Олуха, бывшее место нахождения римского Форта Жестокус.
- Остров Берсерк. Обитель берсерков. Именно на нём происходит большая часть приключений Иккинга в восьмой части его мемуаров. Находится рядом с землями страхолюдов.
- Остров Мрак
- Тупиковые острова
- Остров Молчанка
- Негодяевка. Небольшой остров - гора, находящийся близко к Истерии.
- Остров Драчунов
- Остров Темень
- Остров Завтра
- Остров Забудка. Остров, на котором находится Остолопская Публичная библиотека.
- Остров Магманьяков.

### Племена
- Лохматые хулиганы. Считается одним из самых храбрых племен. Не опасны, враждуют с Остолопами, Отщепенцами.
- Остолопы. Многочисленное племя, не обладающее особыми умственными навыками. Враждуют с Хулиганами, Драчунами и Отщепенцами.
- Гостедавы. Крайне опасное племя, пусть так и не кажется на первый взгляд. Враждуют с Отщепенцами, Истероидами и Бой-бабами.
- Отщепенцы. Одно из самых опасных и кровожадных племен. Враждуют со всеми и с каждым.
- Миролюбы. Мирное племя, которое промышляет рыболовством.
- Истероиды. Сумасшедшее и кровожадное племя. Враждуют с Отщепенцами, Страхолюдами, Бой-бабами и Гостедавами. Лишь Хулиганам удалось избежать их набегов.
- Бой-Бабы. Племя, состоящее только из мужеподобных женщин. Бой-бабы очень любят воевать. Враждуют с Драчунами, Отщепенцами,Негодяями, Страхолюдами, Истероидами и Гостедавами.
- Племя Страхолюдов. Самое жестокое и самое опасное племя во всем Варварском Архипелаге.
- Драчуны. Опасное племя. Враждуют с Отщепенцами, Остолопами и Бой-Бабами.
- Шандарахайки.
- Душегубы.
- Негодяи.
- Магманьяки.
- Мракушники.
- Темняки.

## Персонажи

### Главные герои
| Персонаж                       | Описание | Книги |
| ------------------------------ | --- | --- |
| Иккинг Кровожадный Карасик III | Будущий вождь племени Лохматых хулиганов — худенький рыжий мальчик, который совсем не похож на остальных викингов. В Программе подготовки пиратов у Иккинга плохие отметки, он не умеет ругаться или кричать (за исключением нескольких случаев, как например в книге «Как разговаривать по-драконьи», где его даже похвалили за оскорбление Сморкалы), но блестяще фехтует, не любит рисковать без причины и много думает, что совсем не характерно для его племени. Однако всегда идёт на жертвы, чтобы спасти своих друзей или племя. Иккинг единственный в Архипелаге понимает драконий язык. | Появляется во всех книгах. |
| Рыбьеног                       | Лучший друг Иккинга. Рыбьеног — самый худой и хилый мальчик в племени, у которого успеваемость ещё хуже, чем у Иккинга. Он очень много болеет. Страдает экземой, астмой, косоглазием и совсем не умеет плавать. Рыбьеног неуклюжий, обычно спокойный мальчик и совсем не любит рисковать. Из-за Рыбьенога Иккинг часто попадал в опасности. Несмотря на это, Иккинг очень привязан к своему другу и почти ни с кем больше не общается. В драке Рыбьеног входит в состояние Берсерка — становится очень свирепым и неутомимым.                                                                     | Появляется во всех книгах. |
| Камикадза                      | Очень маленькая девочка из племени Бой-баб, единственная девочка в племени, которая не похожа на мужчину. У Камикадзы очень длинные светлые и лохматые волосы. Она шустрая, проворная, прекрасная воровка, специалист по побегам и мастерски фехтует. Камикадза очень довольна собой и считает что девочки лучше мальчиков. Из мальчишек уважает только Иккинга за то, что он спас их в Форте Жестокусе. | Как разговаривать по драконьи, Как перехитрить дракона, Как переиграть историю дракона, Как пережить штурм дракона, Как украсть драконий меч, Как отыскать драконий камень, Как предать героя, Как спасти драконов. |

### Людские драконы
| Имя                                    | Хозяин                                   | Описание | Появления |
| -------------------------------------- | ---------------------------------------- | --- | --- |
| Беззубик                               | Иккинг                                   | Простой садовый. Заботится сам о себе и о Буримухе, однако в книгах «Как предать героя», «Как спасти драконов» выясняется, что он — моредраконус гигантикус максимус, так же, как Ярогнев, и Одинклык | Все книги |
| Буримуха                               | Камикадза                                | Капризавриха. Любит и дружит с Беззубиком | Как одолеть дракона, Как пережить штурм дракона, Как украсть драконий меч, Как предать героя, Как спасти драконов |
| Жутьздорова (Страхкорова)              | Рыбьеног                                 | Простой коричневый. Не любит войн. | Все книги кроме: Как украсть драконий меч, Как отыскать драконий камень, Как предать героя                        |
| Гордость, Невинность и Терпение (Тень) | Рыбьеног                                 | Трёхглавый смертень. Ранее был драконом мамы Рыбьенога — Фурии | С Как Отыскать Драконий камень                                                                                    |
| Ветрогон                               | Иккинг                                   | Верховой дракон Иккинга | С Как перехитрить дракона                                                                                         |
| Одинклык                               | Иккинг (Ранее нет)                       | Моредраконус Гигантикус Максимус. Очень старый. Он и Ярогнев были с детства друзьями. | С Как Украсть Драконий Меч                                                                                        |
| Зигзаггерастик                         | Нет                                      | Микродракон. Вождь микродраконов. | Как разговаривать по-драконьи, Как спасти драконов                                                                |
| Пупыряк                                | Рыбьеног                                 | Верховой дракон Рыбьенога. | |
| Ярогнев                                | Нет                                      | Моредраконус Гигантикус Максимус. Сводный брат Иккинга Кровожадного Карасика Второго. Был заточён на острове Берсерк, обозлился на всё человечество и возглавил драконье восстание.                   | |
| Быкарус                                | Стоик Обширный                           | Верховой дракон Стоика обширного. | Как Украсть Драконий Меч                                                                                          |
| Одинглаз Саблезубый                    | Неизвестен, но видимо Плевака Крикливый. | Саблезубый Ездовой дракон. Не любит людей, и помогает Иккингу только из-за собственных предрассудков.                                                                                                 | Как перихитрить дракона, Как Украсть Драконий Меч.                                                                |

### Семья Иккинга
Стоик Обширный — Добродушный, но со взрывным характером отец Иккинга. Очень любит своего сына и волнуется по поводу его будущего. Мало думает и много кричит. Бывший золотой громагистр. (Появляется во всех книгах).
Валгалларама — Воинственная мать Иккинга. В юности любила Неимоверного Крутняка. Умерла во время последнего похода в 76 лет (Появляется в: Как приручить дракона, Как отыскать драконий камень, Как предать героя, Как спасти драконов).
Старый Сморчок — Дедушка Иккинга. Предсказывает будущее, но никто ему не верит. Лечит людей. Учит Иккинга латыни или просто мудрости (Появляется во всех книгах, кроме: Как предать героя).
Чернобород Оголтелый — Прапрадед Иккинга. Самый грозный пират в истории Варварского архипелага. (Упоминается во всех книгах кроме: Как приручить дракона).
Толстопуз Пивобрюх — Дядя Иккинга с огромным животом (Появляется в: Как стать пиратом, Как разговаривать по драконьи, Как разозлить дракона, Как Украсть Драконий Меч)
Сморкала Мордоворот — Задиристый, трусливый и хвастливый двоюродный брат Иккинга. Мечтает стать вождем и жаждет смерти Иккинга (Появляется во всех книгах, кроме: Как приручить викинга)

### Остальные
- СТР — хитрый вождь племени Страхолюдов.
- Большегрудая Берта — могучий вождь Бой-баб, лучший пловец в Архипелаге, мать Камикадзы.
- Могадон Остолоп — глупый вождь Остолопов.
- Норверт Сумасброд — вождь истероидов.
- Плевака Крикливый — наставник и учитель новобранцев.
- Крутняк Неимоверный — храбрый и могучий ТелО’Хран Иккинга. Самый знаменитый герой в Архипелаге.
- Пёсьедух Тугодум — лучший друг Сопляка.
- Бестолков, Кабанчик, Забияка, Крепкий Орешек Младший — новобранцы племени Лохматых Хулиганов.
- Медведик — мальчик из племени Кочевников.
- Игингарда — сестра Медведика обращённая в рабство и заточённая в тюрьме Чёрное Сердце.
- Бабушка Медведика — любит проклинать, лечит людей. Весьма вредная и недолюбливает Иккинга.
- Элвин Вероломный — вождь отщепенцев, злейший враг Иккинга.
- Эксилинор — старая ведьма и мать Элвина Вероломного.
- Обжора Душегуб — вождь племени душегубов. По неизвестным причинам не умеет говорить.
- Проглот - человек, говорящий за обжору душегуба.
- Мятый Косматый библиотекарь - бывший охранник Остолопской публичной  библиотеки.
- Старейший старейшина - самый старый викинг, принадлежащий к племени Шандарахайков.

## Перевод
В новом переводе 2014 года издательства Азбука-Аттикус некоторые имена и названия были заменены. Так, Сопляк стал Сморкалой (такой перевод был использован в фильме), Брехун — Плевакой, Страхкорова Рыбьенога стала Жутьздоровой, а племя Отбросов общества — Отщепенцами.
Официальный перевод имеют только первые 12 книг:
- Как Приручить Дракона-1
- Как Стать Пиратом-2
- Как Разговаривать По-драконьи-3
- Как Перехитрить Дракона-4
- Как Разбудить Дракона-5
- Как одолеть Дракона-6
- Как Разозлить Дракона-7
- Как освободить дракона-8
- Как украсть драконий меч-9
- Как отыскать драконий камень-10
- Как предать героя-11
- Как спасти драконов-12

## Кино
- В 2010 году вышел полнометражный мультфильм студии DreamWorks Animation «Как приручить дракона».
- В 2014 году вышла вторая часть будущей серии «Как приручить дракона 2».
- В феврале 2019 года вышла третья, заключительная часть «Как приручить дракона 3».
- Драконы (мультсериал)
- В 2025 году вышел полнометражный фэнтезийный фильм DreamWorks «Как приручить дракона» (фильм, 2025)

## Отзывы
Книги из серии «Как приручить дракона» получили весьма положительные отзывы от критиков различных изданий по всему миру. Также серия книг имеет высокие оценки на известных интернет-порталах: Имхонет — 8,4 из 10; Goodreads — 4,3 из 5.